# 石琚
石琚（1111年—1182年7月20日），金朝大臣。字子美，定州人。石皋子。
石琚出生于北宋定州，幼年聪敏，年七岁，过目成诵。长大后博通经史，工词章。金熙宗天眷二年（1139年）己未科词赋状元。调弘政（今辽宁义县）、邢台县令。以为官清廉，升行台礼部主事，召为左司都事，累迁吏部郎中。完颜亮贞元三年（1155年），任吏部侍郎。在吏部十年，主管选举及铨选法。
金世宗大定二年（1162年）擢迁谏议大夫兼吏部侍郎，奉诏详定制度，于朝政多有匡正上疏六事：“正纪纲，明赏罚，近忠直，远邪佞，省不急之务，罢无名之役”。迁吏部尚书，大定三年（1163年），拜参知政事，大定七年（1167年），进尚书右丞，大定九年（1169年），进尚书左丞，兼太子少师。反对私人铸钱，举荐唐括安礼等名臣。大定十七年（1177年），拜平章政事，封萃国公。次年（1178年），拜为右丞相。参与修《起居注》。金世宗说，朕观《贞观政要》，唐太宗与臣下议论，始议如何，后竟如何，此政史臣在侧，记而书之耳，若恐漏泄几事，则择慎密者任之。金国制度，凡皇宫内宴,只诸王、公主、驸马有资格参预。有一次世宗把石琚也召来与宴。石琚曾以太子少师的身份上奏世宗，应让太子完颜允恭学习政事。有人诋毁说：“石琚是希望得宠于东宫。”世宗经过观察，觉得石琚忠心耿耿，深得完颜雍的信任。石琚也竭尽忠诚辅佐皇帝。大定后期，世宗完颜雍打算立元妃张氏为皇后，同石琚商量。在石琚的建议下作罢。石琚多次上表要求辞官，大定十九年（1178年），世宗完颜雍终于准许了他的请求，下诏封石琚的一个孙子为门祗修，并命令石琚回乡安享天年。世宗赞他：“知人最为难事，近来左选多不得人，惟石琚为相时，往往能举其官。”大定二十二年六月丁巳日（1182年7月20日），石琚病逝于家，谥文宪。

## 延伸阅读
[在维基数据编辑]
 《金史·卷88》，出自脱脱《遼史》